# Вахтанг (царевич Имеретии)
Вахтанг (груз.: ვახტანგი; род. ок. 1495 — ум. 1548) — грузинский царевич (батонишвили) из имеретинской ветви династии Багратионов.
Младший сын царя Имеретии Александра II от его жены, Тамары.

## Биография

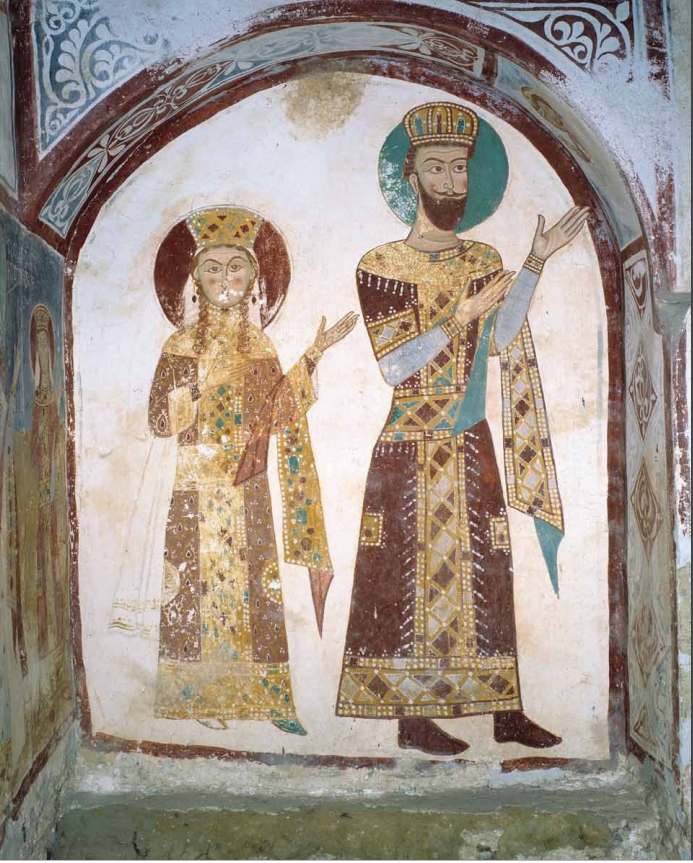
Родители царевича Вахтанга: Тамара и Александр II, царь Имеретии. Гелатский монастырь.

Вахтанг находился в оппозиции к своему старшему брату, царю Имеретии Баграту III (1510—1565), и в конце концов был вынужден бежать в Картлийское царство, за ним последовало множество имеретинской знати.
В 1512 году Баграт со своим войском переправился в Картли, напал на Вахтанга у его крепости в Мохиси и разбил его. При посредничестве царя Картли Давида X (1505—1525) братья помирились, и Вахтанг вернулся в Имеретию.
В этом же году царь Баграт выступил с войском в поход на Картли, ибо брат его Вахтанг был стеснен Багратом и ушел в Картли. С ним же Вахтангом ушло много вельмож и азнауров. Напал царь Баграт на бывшего в Мохиси Вахтанга, сразился с ним Вахтанг и был сильный бой. Потом Вахтанг был побежден, но при посредничестве царя Давида помирились они, [Баграт] взял с собой брата своего и вернулся в Имерети и пребывал в мире.Вахушти Багратиони, жизнь Имерети (история царства Грузинского)
В конце 1540-х годов Вахтанг был поставлен во главе имеретинского отряда из 500 человек, посланного Багратом в ответ на крик о помощи Ростома Гуриели, князя Гурии (1534—1564), который был вынужден бороться с османским нашествием на его владения вокруг Батуми.
Поскольку Ростом Гуриели также обратился за помощью к Левану I Дадиани, князю Мегрелии (1532—1546), Вахтанг получил тайное указание от своего брата не допускать никакого соглашения между Гуриели и Дадиани, которые были непокорными вассалами царя Имеретии.
Тогда Дадиани из-за добра, совершенного с ним Гуриелом, собрал войско и отправился на помощь. А царь Баграт встревожился этим, так как их соединение не сулило ему добра. Тем не менее и он послал брата своего Вахтанга с 500 всадников Гуриелу и поручил Вахтангу посеять меж ними раздор, чтобы Дадиани с Гуриелом не объединились.Вахушти Багратиони, жизнь Имерети (история царства Грузинского)
Тем временем Ростому Гуриели удалось отбросить османские войска за Чорох до прибытия подкреплений, но он не смог пересечь разлившуюся реку, тем самым потеряв Гонио и Аджарию, которые прибрали османы. Крепость Гонио стала с того времени важным османским форпостом в юго-западной Грузии. Надежды Ростома на то, что мегрелы и имеретинцы в конце концов придут к нему на помощь, рухнули.
Благодаря интригам Вахтанга, находящегося в Саджавахо, князь Леван I Дадиани, разбив лагерь в устье Риони в Поти, вернулся в Мегрелию; Вахтанг, видя невыносимое положение Ростома Гуриели, возвратился в Имеретию.
А прибывший в Саджавахо Вахтанг начал подстрекать Дадиана, стоявшего у устья Риони: «Так как я связан с тобой клятвою, теперь ведай, что хотя и собрались ты и Гуриели, мой брат заручился обещанием Гуриела — нападет он, убьют или схватят тебя». Тогда мегрелы не стали выяснять эти козни, отступили из Поти и ушли к себе и Вахтанг явился к Гуриелу. А Гуриели опечалился уходом Дадиана, ибо не мог он на своих судах подплыть к Гонио и сразиться с османами и укрепить Гурию. Видя это, Вахтанг также ушел в Имерети. А османы построили крепость Гонио и вступили в Чанети и Аджара, опустошили и пленили и овладели сами, ибо до того владел ими Гуриели.Вахушти Багратиони, жизнь Имерети (история царства Грузинского)

## Семья
Царевич Вахтанг был женат на кахетинской царевне Хварамзе, дочери Георгия II «Безумного», узурпировавшего власть в Кахетии. От этого брака двое сыновей:
1. Теймураз;
2. Хосро (ум. 1570).